# Sigonce
Sigonce ist eine französische Gemeinde mit 421 Einwohnern (Stand 1. Januar 2022) im Département Alpes-de-Haute-Provence in der Region Provence-Alpes-Côte d’Azur. Sie gehört zum Kanton Forcalquier im Arrondissement Forcalquier.

## Geographie
Das Dorf befindet sich auf 470 m, neun Kilometer nordöstlich von Forcalquier. Die weiteren Nachbargemeinden sind 
- Fontienne im Westen,
- Revest-Saint-Martin und Montlaux im Norden,
- Mallefougasse-Augès (Berührungspunkt) im Nordosten,
- Peyruis und Ganagobie im Osten,
- Lurs und Pierrerue im Süden.

## Bevölkerungsentwicklung
| Jahr      | 1962 | 1968 | 1975 | 1982 | 1990 | 1999 | 2005 | 2012 |
| --------- | ---- | ---- | ---- | ---- | ---- | ---- | ---- | ---- |
| Einwohner | 223  | 173  | 180  | 208  | 279  | 319  | 385  | 399  |

## Sehenswürdigkeiten
- Schloss Bel Air, Monument historique
- Kirche Saint-Claude, Monument historique

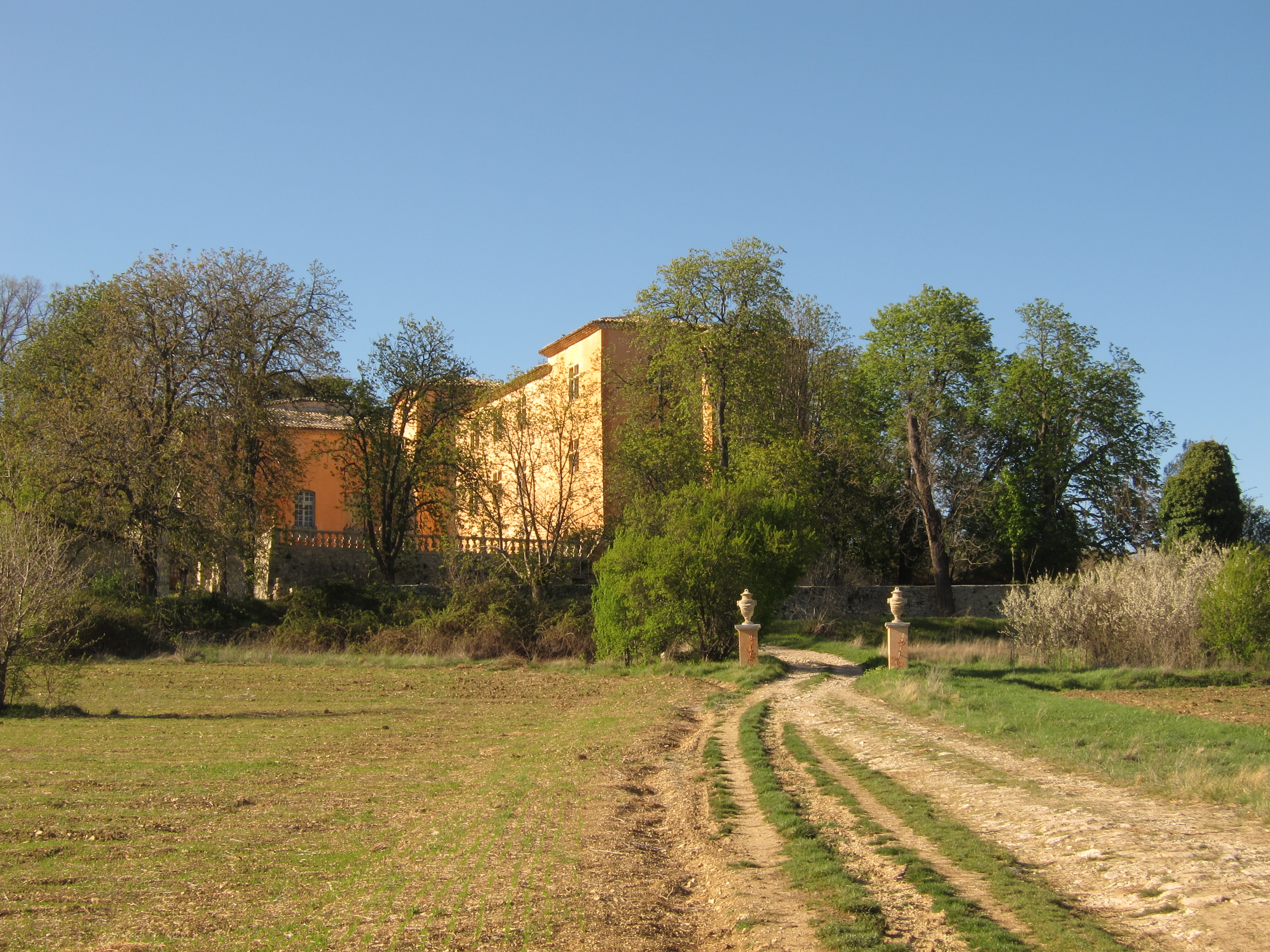
Schloss Bel Air
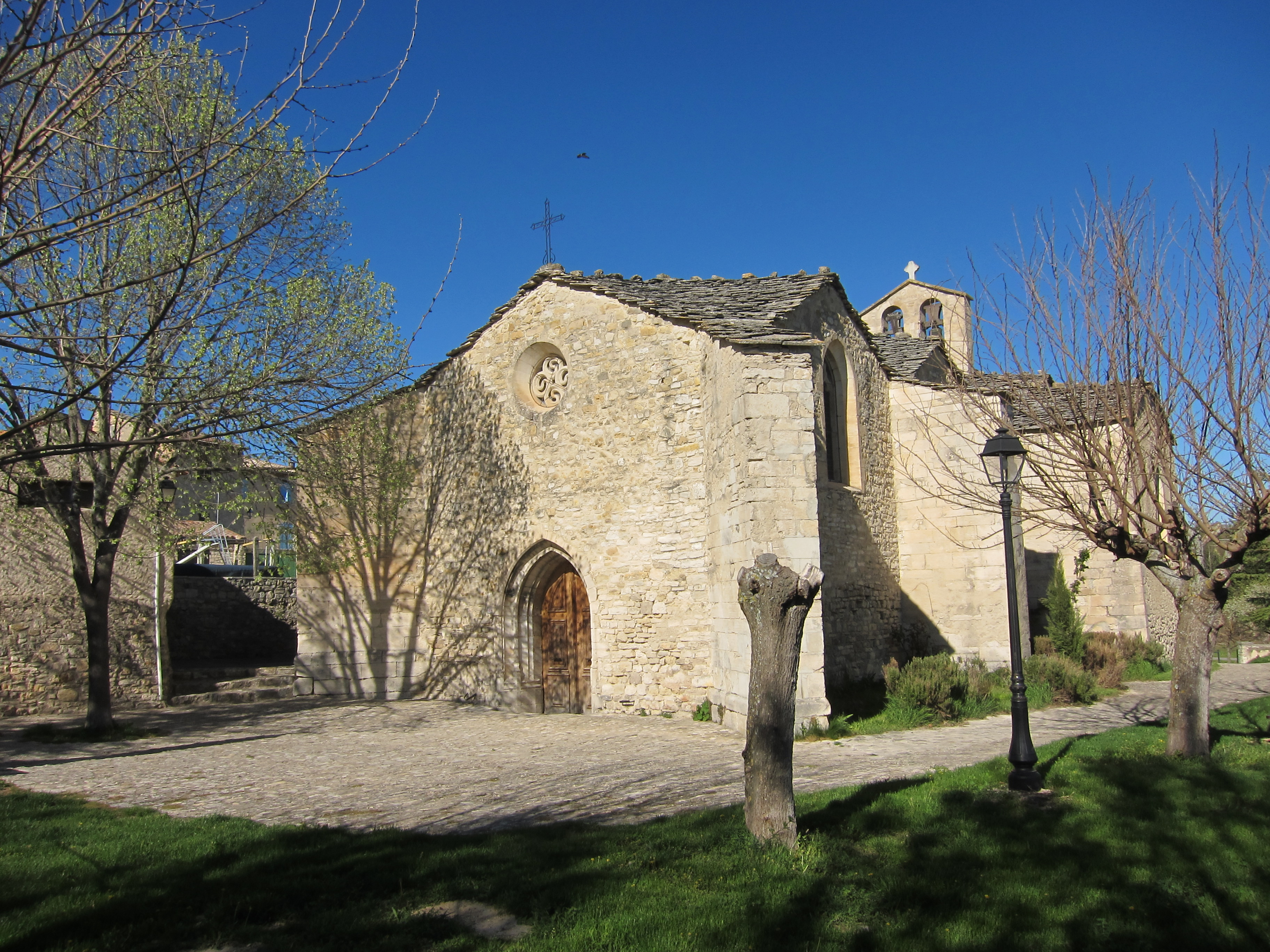
Kirche Saint-Claude